# Sjeverni veliki burnjak
Sjeverni veliki burnjak (lat. Macronectes halli) je morska ptica iz roda Macronectes. Jedna je od najvećih ptica južnog oceana. Duga je oko 90 cm. Raspon krila joj je 1,5-2,1 m. Perje joj je sivosmeđe, a glava je svjetlije boje. Kljun je prljavožute boje, a oči su joj sivkaste boje. Hrane se tuljanima, pingvinima, strvinama, ribama, glavonošcima, te ribljim iznutricama s brodova. Tijekom zimskih mjeseci se najčešće hrane samo ribom. Okvirna populacija ove vrste je 17 000-21 000.

## Razmnožavanje
Ove ptice su spolno zrele sa 6, a počinju se gnijezditi s 10 godina. Gnijezde se u kolonijama šest tjedana prije velikih burnjaka (Macronectes giganteus). U gnijezdište polažu jedno jaje iz kojega se izlegne ptić za 60 dana.

## Vanjske poveznice
|  | Zajednički poslužitelj ima još gradiva o temi Macronectes halli |
|  | Wikivrste imaju podatke o taksonu Macronectes halli             |